# Abbaye Saint-Serge d'Angers
 (août 2012).
L'abbaye Saint-Serge d'Angers est un monastère situé dans la ville d'Angers, en France. La première mention du monastère date de 705. Vers l'an 1000 elle est reprise par des bénédictins.

## Historique
Le monastère Saint-Serge a été fondé au moins au milieu du VIIe siècle, car il est cité dans un diplôme de Childebert IV (705) : « monasterio quod est in honore pecularis patroni nostri sancti Sergii et domini Medardi episcopi ».
Aux environs de 900, l'évêque Rainon installe un collège de chanoines à l'occasion de la remise du monastère à l'évêché.
Des moines sont réinstallés à la fin du XIe siècle, le monastère avait été rebâti et consacré à nouveau en 1059. Il est placé sous le patronage de Serge et de Bacchus (« abbatia sancti Sergii et Bacchi Andegavensis »), qu'il conserve toujours par la suite.
Toutefois, les questions de la localisation éloignée par rapport à la Cité (800 mètres), ainsi qu'une dédicace à Serge, rare en Occident, n'ont pas encore été tranchées.
En 1166, Geoffroi évêque de Saint-Brieuc ; Henri II, roi d'Angleterre; Conan IV de Bretagne, duc de Bretagne; Guillaume Ier, abbé de Saint-Aubin des Bois ; Guillaume, abbé de Saint-Serge, Hugues, abbé de Saint-Nicolas d'Angers, Guillaume, abbé de Saint-Maur ; Guillaume, abbé de Toussaint d'Angers, assistèrent à la translation  du corps de saint Brieuc dans l'abbaye Saint-Serge-lès-Angers
L'église fait l’objet d’un classement au titre des monuments historiques par la liste de 1840, alors que la salle capitulaire et la chapelle sont classées en 1907, le réfectoire est classé en 1908 et le bâtiment central et une partie du cloître sont classés en 1967.
Actuellement, les bâtiments abbatiaux et ceux du séminaire sont affectés au lycée Joachim-du-Bellay, l’église accueillant toujours la communauté paroissiale du quartier.

## Dépendances

### Diocèse d'Angers
- Andrezé, don par le seigneur de Beaupréau, en 1060
- Baracé
- Bazouges-sur-le-Loir
- Beaupréau
- Beauvau (Maine-et-Loire)
- Briollay
- Brissarthe
- Chalonnes-sur-Loire
- Chaumont-d'Anjou
- Cheffes
- Clermont-Créans
- Durtal
- Grez-Neuville
- Gué-Deniau
- Huillé
- Le Plessis-Macé
- Le Vieil-Baugé
- Lézigné
- Loiré
- Morannes
- Rochefort-sur-Loire
- Saint-Melaine-sur-Aubance
- Savennières

### Diocèse du Mans
- Fromentières
- Juvigné

### Diocèse de Rennes
- Bréal-sous-Vitré
- Brielles
- Gennes-sur-Seiche
- Montreuil-sous-Pérouse

### Diocèse de Nantes
- Les Moutiers-en-Retz
- Pornic
- Rouans
- Saint-Michel-Chef-Chef

## Propriétés, terriers, revenus

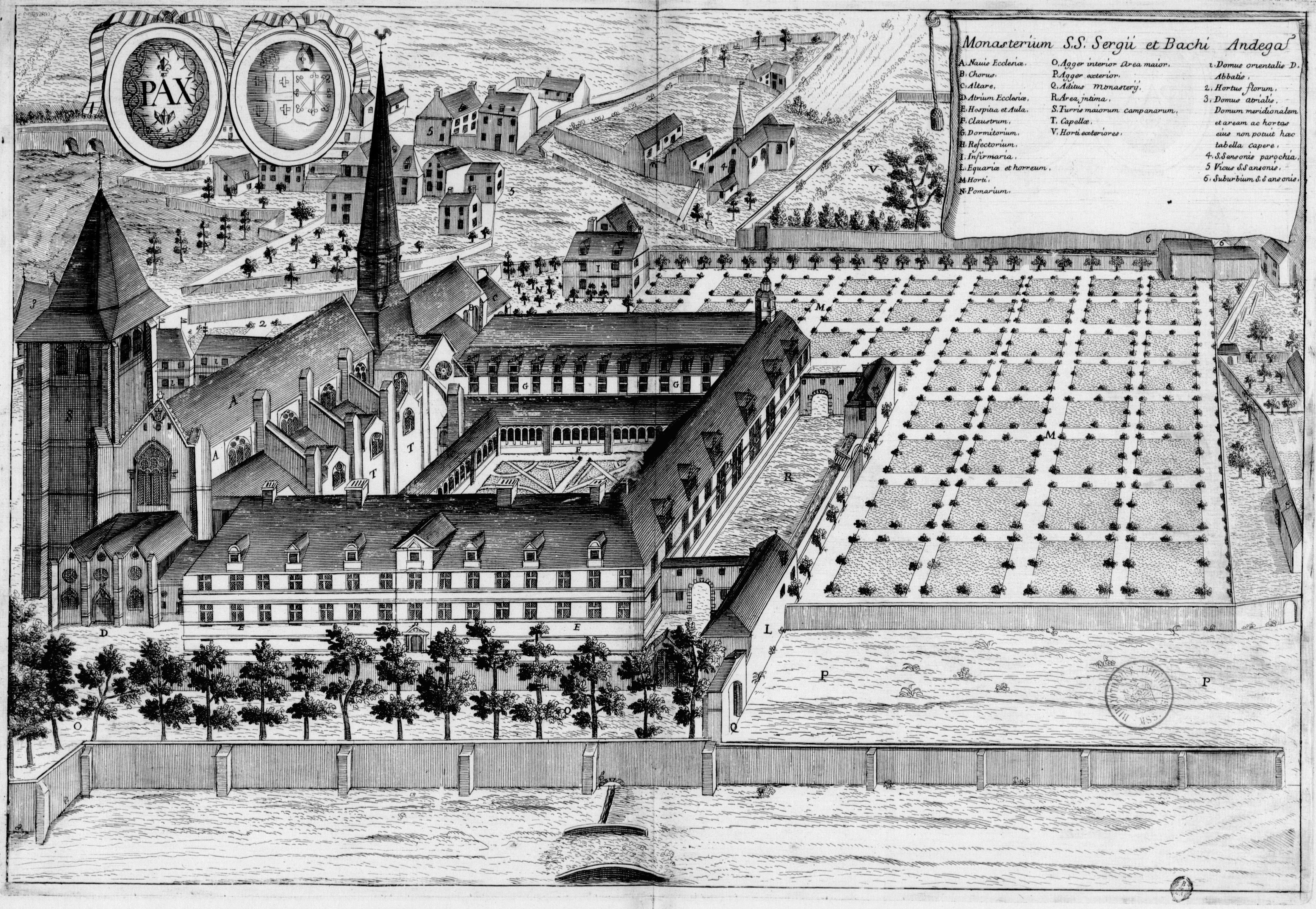
L'abbaye Saint-Serge d'Angers illustrée (xviie siècle) en «Monasticon Gallicanum» 1870.

- Paroisse de Montreuil-sous-Pérouse ; confirmée en 108 par l'évêque de Rennes, dont l'abbé nomme comme premier recteur en 1292 Pierre de Vendel, qui sera suivi par Pierre Biénassis en 1302.

### Sources et bibliographie
- Dom Michel Germain, Matériaux du Monasticon Gallicanum, ms. Latin 11821 « Monasterium S.S. Sergii et Bachi Andegavensis »
- R. P. Dom J.-M. Besse, Abbayes et prieurés de l'ancienne France, vol. 8 « Province ecclésiastique de Tours »
- Dom Léon Guilloreau, « Prieurés anglais de la dépendance de Saint-Serge d'Angers », dans Revue Mabillon, 1908, p. 433-484 (lire en ligne)
- André Mussat, « Saint-Serge d'Angers », dans Congrès archéologique de France. 122e session. Anjou. 1964, Paris, Société française d'archéologie, 1964 (lire en ligne), p. 62-77
- Luce Pietri, « Angers » dans Luce Pietri et Jacques Biarne, Topographie chrétienne des cités de la Gaule, t. V., « Province ecclésiastique de Tours (Lugdunensis Tertia) », De Boccard, Paris, 1987, p. 67-81
- François Comte et Jean Siraudeau, Documents d'évaluation du patrimoine archéologique des villes de France, « Angers », Centre National d'Archéologie Urbaine, Tours, 1990
- François Comte, « Le territoire d’Angers du dixième au treizième siècle : naissance des bourgs et faubourgs monastiques et canoniaux », dans Anjou, Medieval Art, Architecture and Archaeology, Conference Transactions XXVI, The British Archaeological Association, Leeds, 2003